# バージニア工科大学銃乱射事件

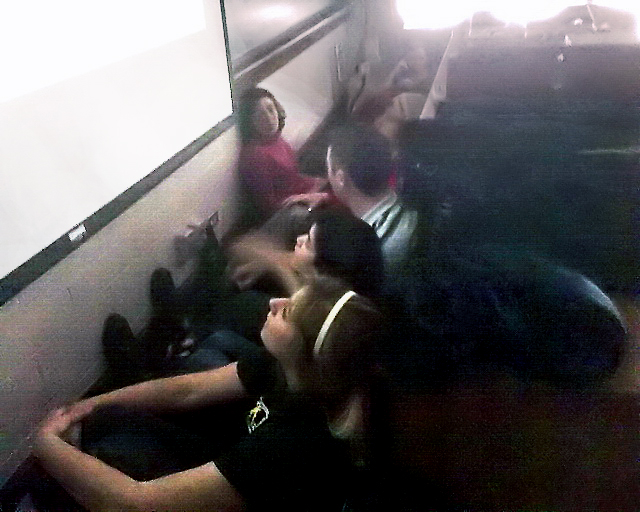
犯人による銃撃が続く中、ホールに避難する学生（2007年4月16日バージニア工科大学内）

バージニア工科大学銃乱射事件（バージニアこうかだいがくじゅうらんしゃじけん）は、アメリカ合衆国バージニア州ブラックスバーグのバージニア工科大学で2007年4月16日（東部標準時）に発生した銃乱射事件。
アメリカ国内で起きた銃乱射事件としては当時史上最多であった33人（教員5人、容疑者1人を含む学生28人）が死亡。これは今現在でも、史上3番目の犠牲者数である。また、アメリカの学校での銃乱射事件としては、今現在でも史上最悪の犠牲者数となった。
同大は翌17日記者会見し、容疑者が同大4年に在籍していた当時23歳の在米韓国人で韓国籍の男子学生、チョ・スンヒであったと発表した。

## 事件の経過

### 4月16日 月曜日
- 7時15分 - 最初に学生寮で2人の男女の学生が射殺される。
- 8時ごろ - 授業開始。学生寮で死亡している学生が発見される。
- 9時1分 - 容疑者は郵便局からNBC宛にビデオと写真の入ったCD-Rを発送。
- 9時26分 - 学校を休校にするというメールを生徒らに一斉送信。
- 9時20分〜30分 - 容疑者が学生寮から800メートル離れた講義棟の教室に乗り込み、まずは教授を射殺。次に教室の鍵を閉めて学生を外に出さないようにした上で銃を乱射。
- 9時45分 - 警察官が到着し容疑者がいる部屋に踏み込むと、既に容疑者と思われる男はその場で自殺していた。
- 9時55分 - 校内で銃乱射事件が発生していることをメールで生徒らに一斉送信。

### 4月17日 火曜日
- 午前 - バージニア工科大学と警察の記者会見により、容疑者は韓国出身で同大学英文学科在学中の4年生23歳である、と報道された[1][2]。
- 午後 - バージニア工科大学の体育館で追悼集会が行われ、ブッシュ大統領夫妻、ティム・ケインバージニア州知事らも参列した。

### 4月18日 水曜日
- NBCテレビ宛に容疑者からビデオと写真などが同封された手紙が届く。NBCテレビは内容の一部をニュース番組内で公開した上で、届いた手紙をFBIに提出した[3]。

## 事件後

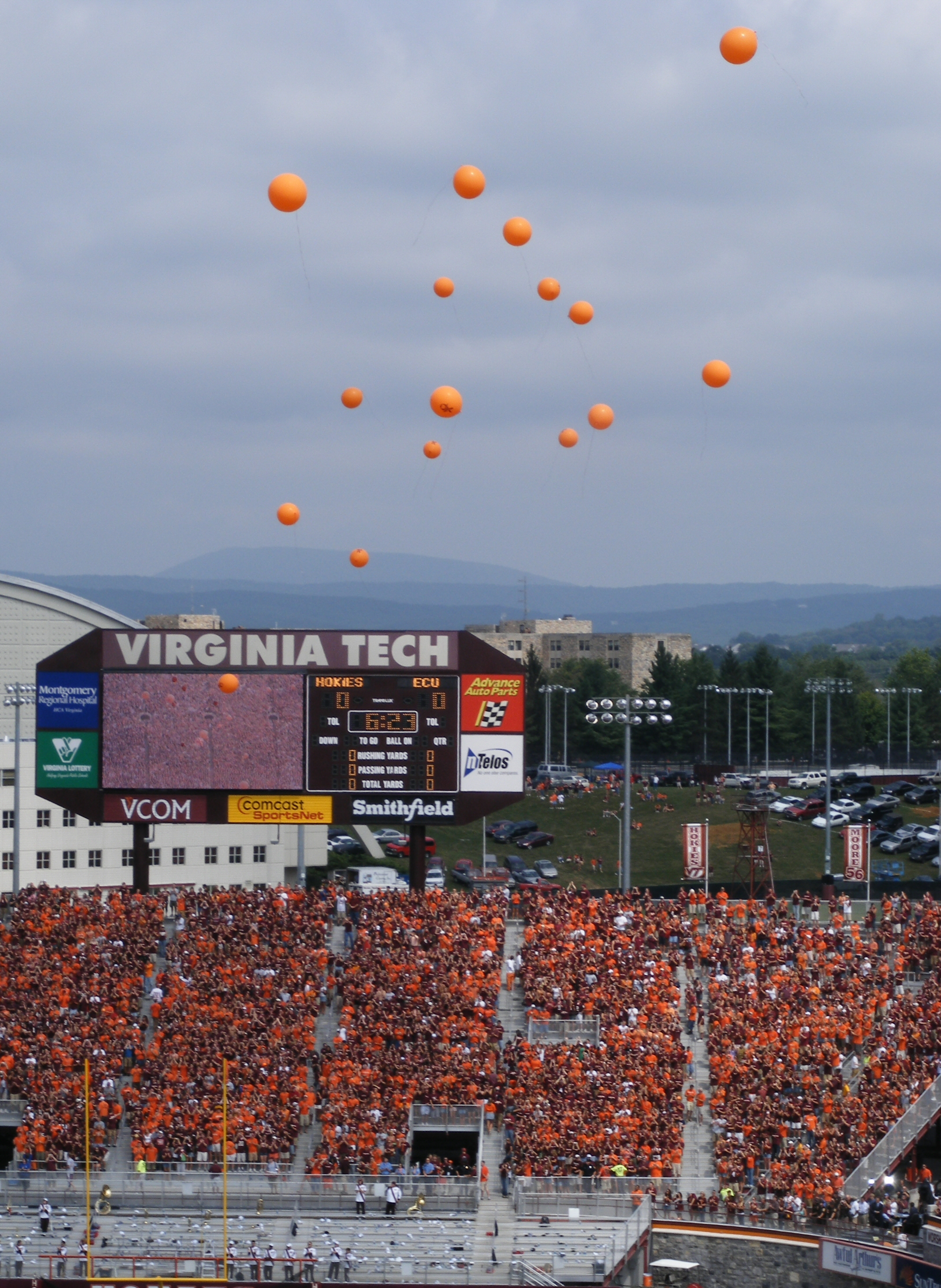
バージニア工科大学での2007年のカレッジフットボール開幕戦。犠牲者を追悼する32個の風船が空に放たれた。

この乱射事件により、教員や学生32人が射殺され、23人が負傷、殺害された者の中には、航空力学の世界的権威で第二次世界大戦のホロコーストを生き延びたリビウ・リブレスク教授もいた。
現場に居合わせた学生の中には、死んだふりをしたために九死に一生を得た者や、部屋にバリケードを築いて容疑者が部屋に入れないようにして難を逃れた者らがいる。アメリカで起きた乱射事件の中でも、これまで最悪の死者を出したルビーズ銃乱射事件（1991年、23人死亡）、サン・イシドロ・マクドナルド銃乱射事件（1984年、21人死亡）、テキサスタワー乱射事件（1966年、16人死亡）やコロンバイン高校銃乱射事件（1999年、15人死亡）などを上回り、2016年オーランド銃乱射事件(2016年、50人死亡)が発生するまでの間、史上最悪の銃乱射事件となっていた。
その翌日には日本では長崎市長射殺事件が起きることになった。
ブッシュ大統領が緊急声明を出し、翌日には現場を訪れた。また、来日していたバージニア州のティム・ケイン知事は日本から非常事態宣言を発令し記者会見を行った後に、緊急帰国した。日本の塩崎恭久官房長官や、イギリスのエリザベス2世女王など、アメリカには世界中から追悼の意が寄せられた。
事件翌日になり容疑者の身元が判明するが、身元判明前には容疑者は単独犯でアジア系の若い男性である、と報道された。CNNテレビなどは、2箇所での乱射はそれぞれ別の者が起こした犯行である可能性にも言及していた。また、事件当日には容疑者が日本人か、或いは中国人ではないか、との報道があり中国政府は同日に北京の外務省で記者会見を開き、情報確認中であると述べた。4月17日に容疑者が韓国出身であると判明し、韓国の盧武鉉大統領や潘基文国連事務総長が記者会見で事件のことに触れ、哀悼の意を述べた。
同大学では、2007年4月に入って、工学部の建物に爆弾を仕掛けたとの脅迫電話により学生が避難する騒ぎが2件起きており、当初はこの事件との関連が疑われた。これ以外に、2006年8月には、治療のために刑務所からブラックスバーグの病院に移送された受刑者が、病院の警備員を銃で殺害して逃走したため、同大学の秋学期の初日の授業がキャンセルされるという事件があった。

## 容疑者
容疑者のチョ・スンヒは、バージニア工科大学4年に在籍していた当時23歳の男子学生であった。1992年、8歳の時に一家で韓国ソウルからアメリカに移住した在米韓国人で、韓国国籍だがアメリカ永住権（グリーンカード）を所有していた。家族は、両親と姉の4人家族であった。
所持していた拳銃2丁（グロック19とワルサーP22）は、自分の身分証を使って購入した7万円相当の拳銃で、容疑者が所持していたバッグから領収書が発見された。
アメリカのメディアは、チョの高校での知人などの取材を通して、チョが「場面緘黙症」である可能性を報じた。学校では常に孤独で食事も一人でとっており、「一匹狼だった」と報告されており、元クラスメイトがブログにて「彼がもし学校に銃を持ってきたらどうするか」をクラスメイトと冗談半分で話した事を書いている。
授業の課題で出された脚本にてラストに「息子が父親の口に大量に食べ物を詰めて窒息死させる」という内容を書き、大学から強制的にカウンセリングを受けさせられていた。

## 米国内の反応

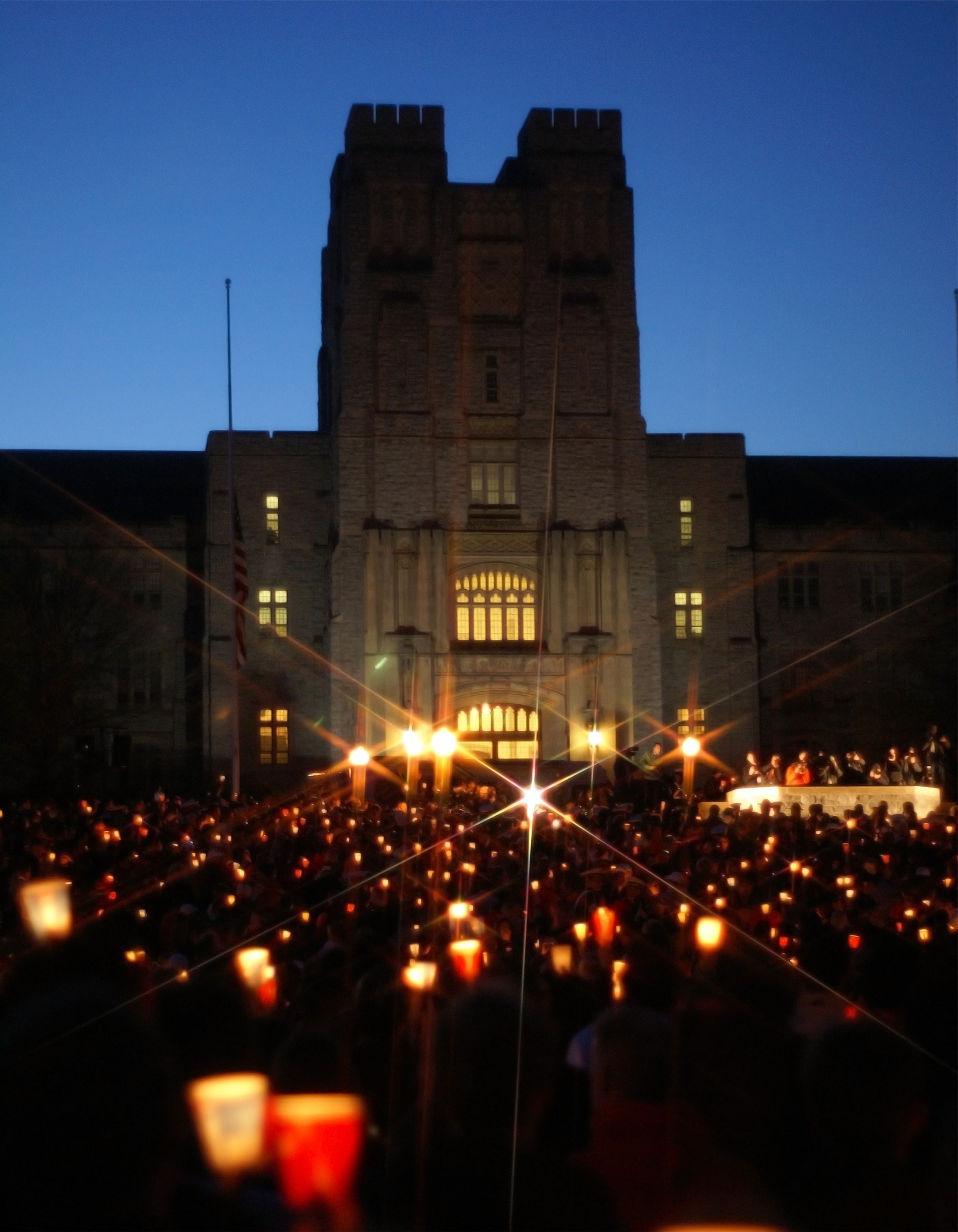
犠牲者追悼のために集まった学生ら

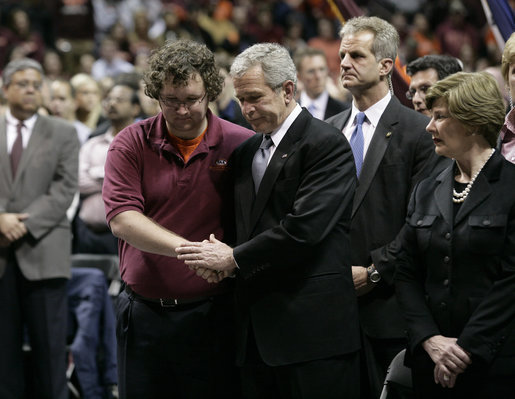
バージニア工科大学学生会長を慰めるジョージ・W・ブッシュアメリカ大統領夫妻

アメリカの各種メディアは、この事件を大きく取り上げ、最優先で報道した。その中で一時シカゴ・サン・タイムズなどで容疑者が中国留学生であると誤報されるなどの混乱が起こった。チョが韓国系と判明すると、インターネット上では、容疑者と同姓同名の人間が誹謗中傷に遭うなどの被害が見られるようになる。
大学では、17日午後（日本時間18日未明）、追悼集会を主催した。これにはブッシュ大統領も参列し、「暴力が成功することはあり得ない」と銃による凶行を非難したうえで、「平穏の時は必ず来る」と学生らを励ました。
また、事件から一夜明けた17日には、全米の学校で避難騒ぎが相次いだ。実際に、事件に乗じた愉快犯によるものと見られる脅迫状が届いた学校などもあったが、「不審物を持った男がいる」との通報で学校に警察が駆け付けて調べてみると、ただの傘と判明した事例もあり、学校関係者や警察が過敏になっていた。
米全土では半旗が掲げられ、全米の大学ではキャンパスにあるチャペルなどを利用し「Interfaith Gathering For Virginia Tech」など宗教にかかわらず参加できる追悼集会を実施した。アメリカのSNS、Facebookでは事件の犠牲者へ追悼の意を表す画像をトップページに表示させている学生が多く見られた。
例えばアメリカ最大のモータースポーツであるNASCARではレーサーのヘルメットやピットクルーのヘルメット、更には本来はスポンサーのロゴ等が入るボンネットのスペースにヴァージニア工科大学の略称である「VT」が描かれていた。
2007年6月13日、米下院は銃の購入者の犯罪歴や精神障害歴を厳しくチェックする法案を賛成多数で可決した。全米ライフル協会も支持に回り、法案は2008年1月5日に大統領による署名がなされ成立した。

## 韓国の反応
この事件の容疑者が韓国籍の韓国人男子留学生であったという情報は、アメリカ国内の韓国系アメリカ人社会と韓国社会に衝撃を与えた。また、韓国の主要メディアは事件を大きく伝え、この事件を機にアメリカで反韓感情がわき起こり（容疑者の氏名が判明した後、実際に、一時アメリカ国内の一部地域で「Back to Korea（韓国へ帰れ）」などと書かれたプラカードが掲げられる事態にまで発展した）、1992年に発生したロサンゼルス暴動（特にラターシャ・ハーリンズ射殺事件）の前例もあり、アメリカ在住の韓国人が迫害されるのではないかという、韓国人や韓国系アメリカ人の懸念を伝えた。
盧武鉉大統領は18日、自身が主催して緊急対策会議を開き、今後の対応などを話し合った。また、外交通商部は在米韓国人への報復事件に備えて安全対策を進める方針を表明したが、米国内で反韓感情が高まることはもちろん、韓国系住人に対するテロの可能性についても憂慮を表明した。
この事件によって韓国に対する悪い印象を米国民に与える恐れがあることから、韓国観光公社はCNNテレビでの韓国への観光をPRするコマーシャルの放送を自粛する事を決定した。
韓国の一部メディアは、容疑者が韓国系だと判明する前は論評などでアメリカ社会を揶揄していた。またソウル新聞はこの事件を風刺する内容の漫評を掲載していた。この漫評は反韓サイトによってインターネットを通して海外にも広まり、ネットユーザーを中心に大きな非難を受けた。
ワシントン在米韓国人会の常任顧問は米放送局に容疑者の国籍をできるだけ報じないよう協力を要請する書信を送る考えを明らかにしている。

## 誤報
事件発生当初、一部マスコミが「犯人は中国人留学生」と誤った報道を行った。これを受け、公開されたブログの内容から、犯人と目された中国人留学生に対し嫌がらせの電子メールなどが8万通近く殺到した。この中国人留学生は、CNNなどに出演し無実を訴えた。また、中国政府外務省報道局長名義での抗議声明が行われている。

## インターネットへの影響
世界的な注目を集めたこの乱射事件を巡り、インターネット上でもいくつかの悪質な便乗行為が行われた。
銃乱射事件に便乗し、「現場映像」と偽ってマルウェアに感染させようとするスパムメールが各国で出回り始めたと、ITmediaなどのネットニュース媒体が報じた。
事件にまつわるドメインが相次いで登録され、被害者支援を装ったフィッシング詐欺に利用される恐れがあるとして注意が呼び掛けられた。